# Henri Kulbertus
Henri Kulbertus (né à Liège le 16 septembre 1938 et mort le 10 janvier 2018 dans la même ville) est un médecin belge, cardiologue, professeur à l'université de Liège.

## Biographie
Docteur en médecine de l'université de Liège en 1963, Henri Kulbertus se spécialise en cardiologie. Professeur à l'université de Liège depuis 1976, il est nommé Chef du Service de Cardiologie au Centre hospitalier universitaire de Liège en 1988 et exerce la fonction de Doyen de la Faculté de Médecine de l'université de 1989 à 1996.
Élu membre correspondant de l'Académie royale de médecine de Belgique en 1978, il en devient membre titulaire en 1990.

## Œuvres
Henri Kulbertus est l'auteur de plus de 300 articles scientifiques et d'une vingtaine d'ouvrages.

## Sources
- « Décès du Professeur Henri Kulbertus », sur CHU de Liège, 11 janvier 2018 (consulté le 12 janvier 2018).
- « Henri Kulbertus », Les membres décédés, sur Académie royale de médecine de Belgique, 11 janvier 2018 (consulté le 12 janvier 2018).